# (29872) 1999 GO6
(29872) 1999 GO6 est un astéroïde de la ceinture principale découvert en 1999.

## Description
(29872) 1999 GO6 a été découvert le 15 avril 1999 à l'observatoire Palomar, situé au nord de San Diego en Californie, par John Broughton.

### Caractéristiques orbitales
L'orbite de cet astéroïde est caractérisée par un demi-grand axe de 2,67 ua, un périhélie de 2,27 ua, une excentricité de 0,15 et une inclinaison de 3,94° par rapport à l'écliptique. Du fait de ces caractéristiques, à savoir un demi-grand axe compris entre 2 et 3,2 ua et un périhélie supérieur à 1,666 ua, il est classé, selon la JPL Small-Body Database, comme objet de la ceinture principale.

### Caractéristiques physiques
(29872) 1999 GO6 a une magnitude absolue (H) de 14,2 et un albédo estimé à 0,245.